# Морто, Клоэ
Клоэ Морто (фр. Chloé Mortaud; род. 19 сентября 1989, Лизьё, департамент Кальвадос) — французская модель, Мисс Франция 2009 года.
Первая французская королева красоты, имеющая, помимо французского, другое гражданство — американское: её мать — афроамериканка, отец — француз. На национальном конкурсе представляла департамент Арьеж, в котором росла с десятилетнего возраста. 20-летней мулатке отдало предпочтение жюри во главе с актрисой Лин Рено.

## Участие в конкурсе Мисс Вселенная 2009
Клоэ Морто представляла Францию на конкурсе Мисс Вселенная 2009 и закончила участие в конкурсе на 6-м месте, не попав в пятерку финалисток, на конкурсе победила Стефания Фернандес Мисс Венесуэла.

## Участие в конкурсе Мисс Мира 2009
Клоэ Морто участвовала также и в конкурсе Мисс Мира 2009, который завершился 12 декабря 2009. Она заняла 3 место (runner up) и получила титул (Miss World Beach Beauty) и вошла в 12 самых красивых девушек на конкурсе. Из семи стран, которые представили своих конкурсанток конкурсе Мисс Мира 2009 и Мисс Вселенная 2009, только Клоэ Морто и Мисс Южная Африка Татум Кешвар вышли в финал на обоих конкурсах.